# Iso Kaihilanjärvi
Iso Kaihilanjärvi är en sjö i kommunen Karleby i landskapet Mellersta Österbotten i Finland. Sjön ligger 18,2 meter över havet. Arean är 46 hektar och strandlinjen är 3,73 kilometer lång. Sjön  ingår i Bottenvikens kustområde.   Den ligger omkring 28 kilometer nordöst om Karleby och omkring 430 kilometer norr om Helsingfors. 